# 1 december
1 december är den 335:e dagen på året i den gregorianska kalendern (336:e under skottår). Det återstår 30 dagar av året.

## Återkommande bemärkelsedagar

### Nationaldagar
- Centralafrikanska republikens nationaldag
- Rumäniens nationaldag

### Helgdagar
- Costa Rica: Dagen för militärens avskaffande

### Övrigt
- Förhistorisk tids Lettland: Barbes Diena
- Världsaidsdagen

## Namnsdagar

### I den svenska almanackan
- Nuvarande – Oskar och Ossian
- Föregående i bokstavsordning
  - Eligius – Namnet fanns, till minne av Eligius ett franskt helgon från 600-talet, på dagens datum före 1812, då det utgick.
  - Ole – Namnet infördes på dagens datum 1986, men utgick 1993.
  - Oskar – Namnet infördes, som en hedersbetygelse åt den nyvalde svenske kronprinsen Karl (XIV) Johans och kronprinsessan Désirées son Oscar (I), som hade blivit svensk arvprins, när hans far blev kronprins 1810, på dagens datum 1812 och har funnits där sedan dess.
  - Ossian – Namnet infördes på dagens datum 1986 och har funnits där sedan dess.
- Föregående i kronologisk ordning
  - Före 1812 – Eligius
  - 1812–1900 – Oskar
  - 1901–1985 – Oskar
  - 1986–1992 – Oskar, Ossian och Ole
  - 1993–2000 – Oskar och Ossian
  - Från 2001 – Oskar och Ossian
- Källor
  - Brylla, Eva (red.). Namnlängdsboken. Gjøvik: Norstedts ordbok, 2000 ISBN 91-7227-204-X
  - af Klintberg, Bengt. Namnen i almanackan. Gjøvik: Norstedts ordbok, 2001 ISBN 91-7227-292-9

### Finlandssvenska almanackan
- Nuvarande från 1929[1] – Oskar
- I föregående revideringar[a][2]
  - inga ändringar sedan 1929

## Händelser
- 1640 – Portugal återfår sitt oberoende av Spanien.[3]
- 1821 – Dominikanska republiken förklarar sig självständigt från Spanien.
- 1822 – Dom Pedro kröns till kejsare av Brasilien som Peter I av Brasilien (Pedro I).
- 1856 – Järnvägslinjerna Malmö–Lund och Göteborg–Jonsered invigs. Detta är de första stambanorna i Sverige och är i trafik än idag.
- 1900 – Sveriges folkmängd är 5 136 441.
- 1913 – Inträffade Hammarbymordet.
- 1918 – Efter att tidigare ha varit en dansk provins blir Island nu ett eget kungarike i personalunion med Danmark.[4] Därmed blir den danske kungen Kristian X nu officiellt också kung av Island.
- 1918 – Kungariket Jugoslavien bildas under namnet Serbernas, kroaternas och slovenernas kungarike, ofta förkortat SHS:s kungarike.
- 1924 – Kommunistuppror i Estland slås ned.
- 1934 – Första adventskalendern (luckkalender) säljs i Sverige av flickscouter.
- 1939 – Världspremiär i New York för filmen Borta med vinden med Clark Gable och Vivien Leigh i huvudrollerna.
- 1955 – Rosa Parks nekar att lämna sin sittplats i en buss åt en vit man och hon arresteras. Händelsen utlöser bussbojkotten i Montgomery.
- 1957 – Den första adventskalendern i radio börjar sändas av Sveriges Radio.
- 1958
  - Autonoma Centralafrikanska republiken utropas.[5]
  - Gångtunneln mellan Stockholms centralstation och T-Centralen öppnas.
- 1959 – Antarktisfördraget skrivs.
- 1963 – Nagaland blir Indiens sextonde delstat.[6]
- 1966 – Den första julbocken sätts på plats i Gävle och blir snart stadens mest kända symbol.
- 1973
  - Papua Nya Guinea blir självständigt efter att ha tillhört Australien.
  - Gideonsbergskyrkan i Västerås invigs.
- 1976 – Angola går med i Förenta nationerna.
- 1977 – Barnkanalen Nickelodeon har världspremiär i USA via kabel-tv. Första åren heter kanalen Pinwheel för att 1981 bli Nickelodeon.
- 1991 – Ukraina lämnar Sovjetunionen.
- 1997 – Demonstrationer i Bryssel mot taxfree.
- 1998 – Världens största oljebolag bildas genom fusion av Mobil och Exxon.
- 2003 – Advokaten Otto Rydbeck offentliggör en omfattande oberoende utredning över Skandias förehavanden gällande bland annat tvivelaktiga lägenhetsaffärer och enorma pensionsavtal till topptjänstemän. Se Skandiaaffären.
- 2004 – Finansminister Pär Nuder kallar Sveriges 40-talister för ”köttberg” på ett morgonmöte på Skandinaviska Enskilda Banken.
- 2018 – Omfattande demonstrationer anordnade av Gula västarna äger rum i den franska huvudstaden Paris. Liknande protester hålls i bland annat Marseille, Lille, La Réunion och Bryssel.[7]

## Födda
- 1081 – Ludvig VI, kung av Frankrike 1108–1137.
- 1751 – Johan Henric Kellgren, poet, ledamot av Svenska Akademien.
- 1761 – Madame Tussaud, tillverkare av vaxfigurer, grundare av vaxkabinettet Madame Tussauds i London.
- 1805 – George Catlin Woodruff, amerikansk demokratisk politiker, kongressledamot 1861–1863.
- 1838 – Theodor Decker, finländsk arkitekt.
- 1844
  - Alexandra av Danmark, drottning av Storbritannien 1901–1910 (gift med Edvard VII).
  - Nils Boström, svensk hemmansägare och riksdagsman.
- 1857 – Samuel M. Ralston, amerikansk demokratisk politiker, senator (Indiana) 1923–1925.
- 1865 – Friend Richardson, amerikansk politiker, Kaliforniens 25:e guvernör.
- 1867 – Robert P. Lamont, amerikansk politiker och affärsman.
- 1879 – Viran Rydkvist, svensk skådespelare och teaterdirektör.
- 1884 – Karl Schmidt-Rottluff, målare och grafiker.
- 1886
  - Erik Börjesson, svensk fotbollsspelare.
  - Rex Stout, amerikansk deckarförfattare.
- 1893 – Ernst Toller, tysk dramatiker.
- 1896
  - Oscar Thorsing, svensk ambassadör och journalist.
  - Georgij Zjukov, sovjetisk militär, marskalk av Sovjetunionen.
- 1905 – Verner Karlsson, svensk musiker.
- 1906 – Rune Elmqvist, uppfinnare av den inplanterbara pacemakern.
- 1907 – Oscar Törnblom, svensk skådespelare.
- 1910 – Alicia Markova, brittisk ballerina.
- 1912 – Minoru Yamasaki, amerikansk arkitekt.
- 1913 – Mary Martin, skådespelare och sångare.
- 1919 – Karl-Erik Forsgårdh, svensk skådespelare
- 1922 – Dilip Kumar, indisk skådespelare
- 1925 – Martin Rodbell, amerikansk biokemist, mottagare av Nobelpriset i fysiologi eller medicin 1994
- 1929 – David Doyle, amerikansk skådespelare
- 1935 – Woody Allen, amerikansk filmregissör, skådespelare och komiker
- 1937 – Vaira Vīķe-Freiberga, lettisk politiker, president 1999-2007
- 1939 – Lee Trevino, amerikansk golfspelare
- 1940 – Richard Pryor, amerikansk skådespelare och komiker
- 1942
  - John Clauser, amerikansk fysiker, mottagare av Nobelpriset i fysik 2022
  - Jukka Paarma, finländsk ärkebiskop 1998–2010
- 1944 – Arja Saijonmaa, finländsk sångare och skådespelare
- 1945 – Bette Midler, amerikansk skådespelare och sångare
- 1946 – Gilbert O'Sullivan, irländsk sångare och kompositör.
- 1947 – Pierre Isacsson, svensk sångare.
- 1950 – Ueli Maurer, schweizisk politiker, ordförande i Schweiziska folkpartiet.
- 1951
  - Richard Hobert, svensk journalist, manusförfattare, kompositör och regissör
  - Jaco Pastorius, amerikansk musiker, basist
  - Treat Williams, amerikansk skådespelare
- 1952 – Rick Scott, amerikansk republikansk politiker och affärsman
- 1953 - Victor Ambros, amerikansk molykärbiolog, mottagare av Nobelpriset i fysiologi eller medicin 2024
- 1955 – Olle Jönsson, svensk sångare i Lasse Stefanz
- 1956 – Minoo Akhtarzand, iransk-svensk elektronikingenjör, företagsledare, ämbetsman och landshövding i Jönköpings län och Västmanlands län
- 1958 – Charlene Tilton, amerikansk skådespelare
- 1961 – Jeremy Northam, brittisk skådespelare
- 1970
  - Jonas Claesson, svensk bandyspelare
  - Sarah Silverman, amerikansk komiker och skådespelare
- 1972 – Norbert Wójtowicz, polsk historiker och romersk-katolsk teolog
- 1976 – Matthew Shepard, mordoffer
- 1977 – Brad Delson, amerikansk musiker, gitarrist i Linkin Park
- 1983 – Jacob Widén, svensk musiker, sångare och gitarrist i Neverstore
- 1985 – Janelle Monáe, amerikansk sångare
- 1988
  - Tyler Joseph, amerikansk sångare och låtskrivare i Twenty One Pilots
  - Zoë Kravitz, amerikansk skådespelare
- 1992 – Marco van Ginkel, nederländsk fotbollsspelare
- 1999 – Nico Schlotterbeck, tysk fotbollsspelare
- 2003 – Robert Irwin, australisk fotograf och naturvårdare

## Avlidna
- 1135 – Henrik I, kung av England sedan 1100
- 1282 – Margareta Sambiria av Pommerellen, drottning av Danmark 1252–1259, gift med Kristofer I
- 1374 – Magnus Eriksson, 58, kung av Sverige 1319–1364 och av Norge 1319–1343 (drunknad vid Bergen)
- 1463 – Maria av Gueldres, drottning av Skottland 1449–1460 (gift med Jakob II)
- 1521 – Leo X, 45, påve sedan 1513
- 1581 – Edmund Campion, 41, brittisk jesuit och martyr
- 1679 – Gustaf Soop, 55, svensk friherre, riksråd 1658
- 1729 – Giacomo Filippo Maraldi, 64, fransk-italiensk astronom
- 1780 – Johan Ihre, 73, svevnsk språkforskare
- 1825 – Alexander I, 47, rysk tsar
- 1866 – George Everest, 76, brittisk militär och geograf
- 1886 – Isak Albert Berg, 83, svensk operasångare
- 1911 – Thomas Francis Gilroy, 71, amerikansk politiker
- 1916 – Charles de Foucauld, 58, fransk romersk-katolsk präst, eremit och ordensgrundare
- 1928 – Gunnar Knudsen, 80, norsk affärsman och politiker, statsminister 1908–1910, 1913–1920
- 1934 – Sergej Kirov, 48, sovjetisk kommunistisk politiker, mördad
- 1941 – Alva B. Adams, 66, amerikansk demokratisk politiker, senator (Colorado) 1923–1924 och 1933–1941
- 1942 – Ruth Maier, 22, österrikisk judinna
- 1943 – Frida Winnerstrand, 62, svensk skådespelare
- 1947
  - G.H. Hardy, 70, brittisk matematiker
  - Alma Bodén, 88, svensk operettsångare och skådespelare
- 1952 – Edward James Gay, 74, amerikansk demokratisk politiker, senator (Louisiana) 1918–1921
- 1958 – Boots Mallory, 45, amerikansk skådespelare
- 1961 – Hartwig Fock, 70, svensk skådespelare och teaterregissör
- 1964 – J.B.S. Haldane, 72, brittisk genetiker
- 1972 – Antonio Segni, 81, italiensk politiker, president 1962–1964
- 1973 – David Ben-Gurion, 87, israelisk politiker, premiärminister 1948–1953 och 1955–1963
- 1988 – J. Vernon McGee, 84, amerikansk teolog och radiopredikant
- 1997 – Stéphane Grappelli, 89, fransk jazzviolinist
- 1998 – Bertil Nordahl, 81, svensk fotbollsspelare och tränare, OS-guld 1948
- 2002 – Bruno Wintzell, 58, svensk sångare och programledare
- 2004 – Bernhard av Lippe-Biesterfeld, 93, prinsgemål till drottning Juliana av Nederländerna
- 2005 – Jack Colvin, 71, amerikansk skådespelare
- 2006 – Claude Jade, 58, fransk skådespelare
- 2007 – Ken McGregor, 78, australisk tennisspelare
- 2009 – Paul Naschy, 75, spansk skådespelare
- 2011
  - Bill McKinney, 80, amerikansk skådespelare
  - Christa Wolf, 82, tysk författare
- 2012 – Arthur Chaskalson, 81, sydafrikansk domare, president i Sydafrikas konstitutionella domstol 1994–2001 och ordförande i högsta domstolen 2001–2005
- 2014 – Rune Bergman, 81, svensk skådespelare
- 2019 – Mariss Jansons, 76, lettisk dirigent
- 2020 – Arnie Robinson, 72, amerikansk friidrottare, OS-guld 1976
- 2023 – Sandra Day O'Connor, 93, amerikansk jurist, första kvinnliga domaren i USA:s högsta domstol